# 民秋貴也
民秋貴也（たみあき たかや、1973年11月17日 - ）は、日本のものまねタレントである。京都府京都市出身。オフィスあっとほーむ所属。身長は175cm、体重は67kg。
当初「タミアキ」の芸名で活動していたが、本名と同じ「民秋貴也」に改名した（テレビでは「民秋」とだけ紹介されることもある）。

## 経歴
ものまねタレントとしてのデビューのきっかけは、素人時代に日本テレビ系『ものまねバトル大賞』の中の新人コーナー『ものまねスター誕生』に、山崎まさよしのそっくりさんとして『僕はここにいる』を歌い、優勝したことである。そしてその後も『ものまねバトル大賞』に出演している。
平井堅のものまねは“本人の公認”とされている。J-WAVEの番組『OH! MY RADIO』では、パーソナリティを務めていた平井本人と共演した。その後『HEY!HEY!HEY!』で再び共演し、本人の目の前で『POP STAR』を歌唱した。
また、よっぴとのものまねユニット“チャボ&飛鳶”（チャゲ&飛鳥のものまね）としても活動している。このユニットでは、他にコブクロのものまねも演じている。

## レパートリー
- ASKA
- ATSUSHI
- 五木ひろし
- 稲葉浩志
- 忌野清志郎
- 大友康平
- 川田広樹
- 川畑要
- 北島三郎
- 久保田利伸
- 桑田佳祐
- 桑名正博
- 郷ひろみ
- ゴスペラーズ
- コブクロ
- 米米CLUB
- 西城秀樹
- 斉藤和義
- 桜井和寿
- 照英
- 鈴木雅之
- 世良公則
- 玉置浩二
- D-51
- 中田英寿
- 氷川きよし
- ヒクソン・グレイシー
- 平井堅
- 藤本敏史
- 堀内孝雄
- 松山千春
- 山崎まさよし
- 和田アキ子

など

## 出演

### テレビ
- お昼ですよ!ふれあいホール（NHK総合）
- ものまねバトル→ものまねグランプリ（日本テレビ）
- ものまねバトル★CLUB（日本テレビ）
- やんちゃ（日本テレビ）
- まねきん（日本テレビ）
- 体育会系スポーツ忘年会スペシャル（日本テレビ）
- 二ッてる（日本テレビ）
- 国民クイズ常識の時間（日本テレビ）
- @サプリッ!（日本テレビ）
- エンタの神様（日本テレビ）キャッチコピーは『歌まね界の上昇気流』
- グッときた名場面ベスト55（日本テレビ）

ものまねバトルのシーンを放送。民秋、チャボ＆飛鳶の2パターンが流れた。
- スーパーサッカー（TBSテレビ）
- キャイ〜ン式（TBSテレビ）
- サッカー小僧（フジテレビ）
- タモリのボキャブラ天国（フジテレビ）
- 笑う犬の情熱（フジテレビ）
- とんねるずのみなさんのおかげでした（フジテレビ）

2005年5月12日放送の細かすぎて伝わらないモノマネ選手権(第4回)。
2013年10月24日放送の2億4千万のものまねメドレー選手権
- HEY!HEY!HEY!（フジテレビ）

2008年4月21日放送のカバーCHAMPのコーナーで平井堅の「POP STAR」を披露。
- くりぃむナントカ（テレビ朝日）
- 究極今夜ものまね王決定そっくり人間 豪華スターをここまでマネた!（テレビ朝日）
- パパパパパフィー（テレビ朝日）
- 『ぷっ』すま（テレビ朝日）
- カヴァーしようよ!（テレビ東京）
- コロッケ千夜一夜（BS日本）
- TOP50カラオケ&クリップ第一興商（スカイパーフェクTV!）
- DAMカラ2001ものまねTOP100（スカイパーフェクTV!）

### ラジオ
- 坂下千里子のビューティーお先です!（TBSラジオ）
- OH! MY RADIO（J-WAVE、平井堅の日に出演）

### ライブ
- yo!ものまねバトル秋祭り in AX

### CM
- FIFAコンフェデレーションズカップ （フジテレビでのCM）

### 雑誌
- アサヒ芸能 （徳間書店 「モノマネ芸人という生き方」特集に掲載）